# Ksar Tabounte
Ksar Tabounte (en arabe : قصر تابونت) est un village fortifié dans la province de Ouarzazate, région de Draa-Tafilalet au sud-est du Maroc .